# ماراکاجا
ماراکاجا (به پرتغالی: Maracajá) یک منطقهٔ مسکونی در برزیل است که در سانتا کاتارینا واقع شده‌است. ماراکاجا ۷٬۳۷۸ نفر جمعیت دارد.